# Yuliana Lizarazo
Carol Yuliana Lizarazo Antolinez (* 23. Mai 1993 in Cúcuta) ist eine kolumbianische Tennisspielerin.

## Karriere
Yuliana Lizarazo spielt vorwiegend Turniere der ITF Women’s World Tennis Tour, wo sie bereits 11 Einzel- und 18 Doppeltitel gewann.
Am 14. Oktober 2022 triumphierte sie bei den Südamerikaspielen im Doppel mit María Herazo González.
2023 holte Lizarazo gemeinsam mit María Paulina Pérez García ihren bislang einzigen WTA-Titel im Doppel in Monterrey.
Seit 2008 spielt sie für die kolumbianische Billie-Jean-King-Cup-Mannschaft, ihre Billie-Jean-King-Cup-Bilanz weist bislang 22 Siege bei 15 Niederlagen aus.

## Turniersiege

### Einzel
| Nr. | Datum          | Turnier                  | Kategorie   | Belag     | Finalgegnerin     | Ergebnis       |
| --- | -------------- | ------------------------ | ----------- | --------- | ----------------- | -------------- |
| 1.  | November 2010  | Bogotá                   | ITF $10.000 | Sand      | Nataly Yoo        | 6:1, 7:61      |
| 2.  | Mai 2011       | Wiesbaden                | ITF $10.000 | Sand      | Marcella Koek     | 6:1, 7:65      |
| 3.  | Mai 2011       | Båstad                   | ITF $10.000 | Sand      | Hilda Melander    | 6:2, 3:6, 6:2  |
| 4.  | November 2011  | Bogotá                   | ITF $10.000 | Sand      | Karen Castiblanco | 4:6, 7:5, 6:4  |
| 5.  | August 2012    | Gardone Val Trompia      | ITF $10.000 | Sand      | Catalina Pella    | 7:5, 3:6, 6:4  |
| 6.  | 18. Mai 2014   | Santa Margherita di Pula | ITF $10.000 | Sand      | Tess Sugnaux      | 6:2, 6:1       |
| 7.  | 12. Juli 2014  | Turin                    | ITF $10.000 | Sand      | Alice Matteucci   | 7:65, 6:3      |
| 8.  | 26. Mai 2019   | Tacarigua                | ITF W15     | Hartplatz | Safiya Carrington | 6:79, 6:3, 6:1 |
| 9.  | 14. Juli 2019  | Tabarka                  | ITF W15     | Sand      | Louise Brunskog   | 6:3, 6:0       |
| 10. | 28. Juli 2019  | Schio                    | ITF W15     | Sand      | Manca Pislak      | 6:4, 7:5       |
| 11. | 27. April 2024 | Mosquera                 | ITF W35     | Sand      | Jazmín Ortenzi    | 6:1, 6:1       |

### Doppel
| Nr. | Datum              | Turnier                  | Kategorie   | Belag     | Partnerin                  | Finalgegnerinnen                                    | Ergebnis          |
| --- | ------------------ | ------------------------ | ----------- | --------- | -------------------------- | --------------------------------------------------- | ----------------- |
| 1.  | November 2010      | Bogotá                   | ITF $10.000 | Sand      | Adriana Pérez              | Karen Castiblanco Andrea Koch-Benvenuto             | 6:2, 7:65         |
| 2.  | 21. September 2012 | Bogotá                   | ITF $10.000 | Sand      | Laura Pigossi              | Blair Shankle Laura Ucros                           | 6:2, 6:2          |
| 3.  | 25. Januar 2014    | Tinajo                   | ITF $10.000 | Hartplatz | Deborah Chiesa             | Arabela Fernández Rabener Elise Mertens             | 6:2, 3:6, [13:11] |
| 4.  | 22. Februar 2014   | Palmanova (Mallorca)     | ITF $10.000 | Sand      | Alexandra Nancarrow        | Anna Katalina Alzate Esmurzaeva Natalija Stevanović | 6:3, 6:4          |
| 5.  | 22. März 2014      | Santa Margherita di Pula | ITF $10.000 | Sand      | Alexandra Nancarrow        | Alice Matteucci Despina Papamichail                 | 6:3, 4:6, [11:9]  |
| 6.  | 16. Mai 2014       | Santa Margherita di Pula | ITF $10.000 | Sand      | Alice Matteucci            | Carla Lucero Francesca Segarelli                    | 6:1, 7:5          |
| 7.  | 11. Juli 2014      | Turin                    | ITF $10.000 | Sand      | Alice Matteucci            | Georgia Brescia Lisa Sabino                         | 6:3, 6:2          |
| 8.  | 8. Mai 2015        | Båstad                   | ITF $10.000 | Sand      | Cornelia Lister            | Carolin Daniels Laura Schaeder                      | 7:5, 5:7, [10:8]  |
| 9.  | 28. Mai 2016       | Antalya                  | ITF $10.000 | Hartplatz | Anita Wagner               | Francesca Stephenson Erika Vogelsang                | 4:6, 6:4, [10:3]  |
| 10. | 6. Juli 2019       | Tabarka                  | ITF W15     | Sand      | Ioana Gașpar               | Alica Rusová Noelia Zeballos                        | 7:5, 6:3          |
| 11. | 12. Juli 2019      | Tabarka                  | ITF W15     | Sand      | Martina Capurro Taborda    | Diana Chehoudi Noa Liauw a Fong                     | 6:2, 6:1          |
| 12. | 27. Juli 2019      | Schio                    | ITF W15     | Sand      | Aurora Zantedeschi         | Matilde Paoletti Lisa Pigato                        | 6:3, 1:6, [10:5]  |
| 13. | 22. Februar 2020   | Antalya                  | ITF W15     | Sand      | Aurora Zantedeschi         | Guo Meiqi Han Jiangxue                              | 6:2, 5:7, [10:4]  |
| 14. | 4. September 2020  | Triest                   | ITF W15     | Sand      | Aurora Zantedeschi         | Melania Delai Lisa Pigato                           | 6:2, 6:3          |
| 15. | 7. Februar 2021    | Antalya                  | ITF W15     | Sand      | María Herazo González      | Petja Arschinkowa Gergana Topalowa                  | 6:2, 6:1          |
| 16. | 29. Oktober 2022   | Ibagué                   | ITF W25     | Sand      | María Paulina Pérez García | María Herazo González Sofia Sewing                  | 6:4, 7:5          |
| 17. | 5. März 2023       | Monterrey                | WTA 250     | Hartplatz | María Paulina Pérez García | Kimberly Birrell Fernanda Contreras Gomez           | 6:3, 5:7, [10:5]  |
| 18. | 8. Juni 2024       | Caserta                  | ITF W75     | Sand      | Despina Papamichail        | Ali Collins María Paulina Pérez García              | 4:6, 6:3, [10:3]  |
| 19. | 17. Mai 2025       | Båstad                   | ITF W35     | Sand      | María Paulina Pérez García | Anastassija Tichonowa Lisa Zaar                     | 6:3, 6:2          |